# Джерело Баал Шем Това
Джерело Баал Шем Това — пам'ятка єврейського фольклору, гідрологічна пам'ятка природи. Розташована на східній околиці села Требухівці (передмістя селища Меджибіж) Хмельницького району Хмельницької області, гідрологічного заказника "Башта", на правому березі річки Південний Буг. Легенди стверджують про виникнення джерела завдяки диву хасидського цадика Ісраеля бен Еліезера Баал Шем Това (скороч. Бешта), який мешкав у Меджибожі з 1740 по 1760 рік.

## Легенди
В Меджибожі записано один з варіантів легенди про виникнення джерела:
Ця місцина в долині Південного Буга мала багато болотистих місць. Баал Шем Тов, подорожуючи за околицю містечка, потрапив на таку трясовину. Неподалік проходив селянин, який допоміг Бешту вибратися на твердий грунт. Чудотворець сказав, щоб селянин просив у нього будь-якого благословення, якого захоче - той попросив благословення на здоров'я. Тоді Бешт вдарив палицею, містичним чином створив джерело і сказав, що кожен, хто питиме з нього, буде здоровий.
Інакше легенду про виникнення джерела передає нобелівський лауреат Ш. Агнон у книжці "Оповідання про Баал Шем Това":
Одного разу пішов Бешт з учнями своїми за місто, і підійшов час денної молитви. Сказали йому учні: "Ребе, нема води для омиття рук перед молитвою". Узяв Бешт палицю і вдарив по землі. Розкрилася земля і з'явилося джерело. І воно тече до цього дня в околицях міста меджибожа, і називається джерелом Бешта, і навіть не євреї називають його так. Вода його цілюща, і хто страждає розладом шлунка і вип'є з нього, одразу зцілиться.

## Історія
Джерело використовується місцевим населенням як повсякденне джерело води, а для євреїв-хасидів є місцем паломництва. Поряд з джерелом влаштовано мікву, вода до якої поступає по трубах.
Даних про мінеральний склад води та її властивості у опублікованих джерелах немає.